# Société mathématique australienne
 (juillet 2024).
La Société mathématique australienne (en anglais : Australian Mathematical Society, AustMS) est la société savante des professionnels des mathématiques en Australie.

## Histoire
La Société mathématique australienne est fondée en 1956. L'un des objectifs de la Société est de promouvoir la cause des mathématiques dans la communauté, en représentant les intérêts de la profession auprès du gouvernement. La Société publie également trois revues mathématiques. Le président actuel de la Société est Timothy Marchant.

## Prix décernés par la société
- Médaille de la société mathématique australienne
- Médaille George Szekeres
- Prix Gavin Brown
- Mahler Lectureship
- Prix B. H. Neumann

## Revues
- Journal of the Australian Mathematical Society
- ANZIAM Journal (anciennement Series B, Applied Mathematics)[3]
- Bulletin of the Australian Mathematical Society

## ANZIAM
L'ANZIAM (Australia and New Zealand Industrial and Applied Mathematics) est une division de la Société mathématique australienne. Les membres s'intéressent aux recherches en mathématiques appliquées, aux applications des mathématiques dans l'industrie et l'entreprise, et à l'enseignement des mathématiques au niveau supérieur.

### Prix de l'ANZIAM
- Le Médaille de l'ANZIAM[5]
- La médaille J. H. Michell[6]
- Le prix T. M. Cherry[7]

La médaille de l'ANZIAM est décernée sur la base des résultats de recherche, des activités renforçant les mathématiques appliquées ou industrielle, ou les deux, et des contributions à ANZIAM.
- 1995 : Renfrey Potts (en)[8]
- 1997 : Ian Sloan[9]
- 1999 : Ernie Tuck (en)[10]
- 2001 : Charles E. M. Pearce (en)[11]
- 2004 : Roger H. J. Grimshaw[12]
- 2006 : Graeme C. Wake[13]
- 2008 : James M. Hill[14]
- 2010 : Robert Anderssen[15]
- 2012 : Robert McKibbin[16]
- 2014 : Kerry Landman[17]
- 2016 : Frank Robert de Hoog[18]

### MathSport
Depuis 1992, l'ANZIAM organise des réunions biennales, initialement sous le nom de « Mathematics and Computers in Sport Conferences », et maintenant sous le nom de « MathSport ». Les principaux thèmes abordés sont les modèles mathématiques et les applications de l'informatique dans les sports, ainsi que le coaching et les méthodes d'enseignement basées sur l'informatique.